# HD 114630
HD 114630，又名CP-59 4827，SAO 240653、HR 4980，是一颗恒星，视星等为6.16，位于銀經305.63，銀緯2.94，其B1900.0坐标为赤經13h 6m 40.2s，赤緯-59° 2.94′ 57″。